# Struthanthus phaneroneurus
Struthanthus phaneroneurus är en tvåhjärtbladig växtart som beskrevs av Standley. Struthanthus phaneroneurus ingår i släktet Struthanthus och familjen Loranthaceae. Inga underarter finns listade i Catalogue of Life.